# 通商代表部
通商代表部（つうしょうだいひょうぶ）は、外国における自国の貿易、通商に関する利益を代表する、またはそれに関連する事項を調査し、政策を立案する機関。各国によりその組織、権限は異なる。
- 社会主義国における外交使節団のうち、貿易に関する事項を扱う部署。

社会主義国においては貿易は国家にとって重要な外貨獲得手段であり国家が独占すべきものであったため、貿易相手国における（または貿易相手国が社会主義国における）統一的な窓口として設置した。
ロシアは、在日ロシア連邦通商代表部（The Trade Representation of the Russian Federation in Japan）を在日ロシア大使館とは別組織として東京に設置している。
ベトナムは在日ベトナム大使館の一部門として通商代表部を設けている。
- 国家の貿易、通商に関する政策を担う機関。

アメリカ合衆国通商代表部は大統領直結の通商に関する政策を担う機関であり、貿易実務の窓口という性格のものではない。